# Venus and Mars
Venus and Mars es el cuarto álbum de estudio de la banda de rock Wings, lanzado el 30 de mayo de 1975 a través de Apple Records. El sexto disco en la carrera de Paul McCartney, fue editado tras el éxito comercial y de crítica de Band on the Run, continuó la línea marcada por su predecesor y sirvió como base para iniciar una gira mundial al año siguiente. Tras finiquitar su contrato con Apple Records, el álbum supuso el primer trabajo en solitario de McCartney distribuido por el sello Capitol y bajo el control de MPL Communications, una holding empresarial fundado por McCartney.

## Historia
Después de grabar Band on the Run como un trío integrado por Paul, Linda McCartney y el guitarrista Denny Laine, McCartney contrató a Jimmy McCulloch como guitarrista principal y a Geoff Britton como batería para cerrar una nueva formación de Wings. Tras escribir numerosas canciones para un nuevo trabajo, McCartney decidió establecerse en Nueva Orleans (Luisiana) como nuevo escenario para grabar un álbum, y el grupo llegó a la ciudad en enero de 1975.
Tan pronto como las sesiones de grabación comenzaron, el choque entre las personalidades de McCulloch y Britton se agravó, después de producirse enfrentamientos entre ambos en unas sesiones de grabación de Wings en Nashville (Tennessee) entre junio y julio de 1974. Tras seis meses desde su contratación, Britton abandonó el grupo, habiendo tocado solo en tres canciones. Como reemplazo, McCartney contrató a Joe English para finalizar el álbum.
A pesar de la tensión inicial por los enfrentamientos entre McCulloch y Britton, las sesiones de grabación fueron productivas: además de las canciones que conformaron el álbum, Wings grabó varias canciones publicadas posteriormente como caras B de sencillos, tales como «Lunch Box/Odd Sox» y «My Carnival». Además, para dar una idea de continuidad al álbum en el mismo sentido en que hizo en 1969 en el álbum Abbey Road, McCartney también decidió enlazar varias canciones.

## Canciones descartadas
Al igual que en trabajos anteriores, las sesiones de grabación de Venus and Mars dieron origen a un exceso de canciones, algunas de las cuales siguen sin ser publicadas, con títulos como:  «Crawl Of The Wild», «Karate Chaos» y «Sea Dance». Durante las sesiones también se grabó una versión instrumental de «Tomorrow», cuya primera versión apareció años antes en el álbum Wild Life. Una canción de Linda McCartney, «New Orleans», fue publicada en su álbum póstumo Wide Prairie.

## Recepción
Precedido por el sencillo «Listen to What the Man Said» en mayo, Venus and Mars fue publicado dos semanas después y recibió buenas reseñas por parte de la prensa especializada y obtuvo buenas ventas. El álbum alcanzó el primer puesto en Estados Unidos, Reino Unido y otros países como Francia, Canadá y Nueva Zelanda, y vendió varios millones de copias durante la década de 1970, siendo certificado tanto en Estados Unidos como en Reino Unido disco de platino. 
En octubre de 1975 se publicaron otros dos sencillos, «Letting Go» y «Venus and Mars/Rock Show», aunque obtuvieron un éxito menor en comparación con «Listen to What the Man Said»: si bien «Venus and Mars/Rock Show» alcanzó el Top 10 en Estados Unidos, no entró en las listas británicas. Un mes después, Wings dio inicio a la gira Wings Over the World Tour en Reino Unido, con paradas en Australia, Estados Unidos y Canadá durante los siguientes meses y con una gran parte del álbum Venus and Mars en el setlist.

## Portada
La portada de Venus and Mars, con esferas rojas y amarillas que simbolizan los planetas Venus y Marte, fue diseñada por el grupo de diseño gráfico Hipgnosis usando una fotografía de Linda McCartney. El álbum fue publicado en forma de libro, con un póster desplegable en su interior y una fotografía del grupo en el interior tomada en el desierto de Carolina del Norte.
El diseño de Venus and Mars ganó el premio a la mejor portada del año por la revista Music Week.

## Reediciones
En 1993, Venus and Mars fue remasterizado y reeditado en formato CD como parte de la serie The Paul McCartney Collection, con varios temas extra: «Zoo Gang», cara B del sencillo de 1973 «Band on the Run», «Lunch ox/Odd Sox», cara B del sencillo de 1980 «Coming Up», y «My Carnival», cara B del sencillo de 1985 «Spies Like Us». En 2007, el álbum fue publicado en formato de descarga digital en la tienda de iTunes con una remezcla de 6 minutos de «My Carnival».
En noviembre de 2014, Hear Music y Concord Music Group reeditaron una versión remasterizada de Venus and Mars y de Wings at the Speed of Sound como parte de la serie The Paul McCartney Archive Collection. La reedición fue publicada en varios formatos: una edición estándar, con el disco original remasterizado en los Abbey Road Studios de Londres y un segundo álbum con catorce descartes y grabaciones en directo, una edición deluxe en formato de caja recopilatoria con los dos CD de la edición estándar más un DVD y un libro de 128 páginas, y una edición en disco de vinilo. La reedición de Venus & Mars fue acompañada del lanzamiento de un videoclip del tema «Call Me Back Again», estrenado el 29 de septiembre de 2014.

## Lista de canciones
Todas las canciones escritas y compuestas por Paul y Linda McCartney excepto donde se anota. 
| Cara A |                            |              |          |  |
| N.º    | Título                     | Escritor(es) | Duración |  |
| 1.     | «Venus and Mars»           |              | 1:20     |  |
| 2.     | «Rock Show»                |              | 5:31     |  |
| 3.     | «Love in Song»             |              | 3:04     |  |
| 4.     | «You Gave Me the Answer»   |              | 2:15     |  |
| 5.     | «Magneto and Titanium Man» |              | 3:16     |  |
| 6.     | «Letting Go»               |              | 4:33     |  |

| Cara B |                                                         |                              |          |  |
| N.º    | Título                                                  | Escritor(es)                 | Duración |  |
| 7.     | «Venus and Mars (Reprise)»                              |                              | 2:05     |  |
| 8.     | «Spirits of Ancient Egypt» (Voz principal: Denny Laine) |                              | 3:04     |  |
| 9.     | «Medicine Jar» (Voz principal: Jimmy McCulloch)         | Jimmy McCulloch, Colin Allen | 3:37     |  |
| 10.    | «Call Me Back Again»                                    |                              | 4:58     |  |
| 11.    | «Listen to What the Man Said»                           |                              | 4:01     |  |
| 12.    | «Treat Her Gently/Lonely Old People»                    |                              | 4:21     |  |
| 13.    | «Crossroads Theme»                                      | Tony Hatch                   | 1:00     |  |

| Reedición de 1993: Temas extra |                                                                    |          |  |
| N.º                            | Título                                                             | Duración |  |
| 14.                            | «Zoo Gang» (Tema de la serie de televisión británica The Zoo Gang) | 2:01     |  |
| 15.                            | «Lunch Box/Odd Sox» (Cara B del sencillo de 1980 «Coming Up»)      | 3:50     |  |
| 16.                            | «My Carnival» (Cara B del sencillo de 1985 «Spies Like Us»)        | 3:57     |  |

| Reedición de 2014: Disco dos |                                                          |          |  |
| N.º                          | Título                                                   | Duración |  |
| 1.                           | «Junior’s Farm»                                          | 4:23     |  |
| 2.                           | «Sally G»                                                | 3:40     |  |
| 3.                           | «Walking In The Park With Eloise»                        | 3:10     |  |
| 4.                           | «Bridge On The River Suite»                              | 3:59     |  |
| 5.                           | «My Carnival»                                            | 2:07     |  |
| 6.                           | «Going To New Orleans (My Carnival)» (Ernie Winfrey Mix) | 3:51     |  |
| 7.                           | «Hey Diddle»                                             | 2:05     |  |
| 8.                           | «Let’s Love» (En directo)                                | 3:57     |  |
| 9.                           | «Soily» (En directo)                                     | 1:43     |  |
| 10.                          | «Baby Face»                                              | 3:55     |  |
| 11.                          | «Lunch Box/Odd Sox»                                      | 3:49     |  |
| 12.                          | «4th Of July»                                            | 7:09     |  |
| 13.                          | «Rock Show»                                              | 3:36     |  |
| 14.                          | «Letting Go»                                             |          |  |

| Reedición de 2014: DVD |                         |          |  |
| N.º                    | Título                  | Duración |  |
| 1.                     | «Recording My Carnival» |          |  |
| 2.                     | «Bon Voyageur»          |          |  |
| 3.                     | «Wings At Elstree»      |          |  |
| 4.                     | «Venus and Mars TV Ad»  |          |  |

## Personal
Wings
- Paul McCartney: bajo, guitarras, teclados, piano y voz
- Linda McCartney: teclados, percusión y coros
- Denny Laine: guitarras, teclados y coros
- Jimmy McCulloch: guitarras y coros
- Joe English: batería y percusión
- Geoff Britton: batería (en «Love in Song», «Letting Go» y «Medicine Jar»)

Otros músicos
- Keneth "Afro" Williams: conga
- Dave Mason: guitarra
- Tom Scott: saxofón
- Allen Toussaint: piano y teclados

## Posición en listas
| País           | Lista                     | Posición |
| -------------- | ------------------------- | -------- |
| Alemania       | Media Control Chart       | 11       |
| Australia      | ARIA Albums Chart         | 2        |
| Canadá         | RPM Albums Chart          | 1        |
| España         | Spanish Albums Chart      | 1        |
| Estados Unidos | Billboard 200             | 1        |
| Estados Unidos | Cashbox Albums Chart      | 1        |
| Estados Unidos | Record World Albums Chart | 1        |
| Francia        | SNEP Albums Chart         | 1        |
| Italia         | Italian Albums Chart      | 11       |
| Japón          | Oricon LP Chart           | 9        |
| Noruega        | Norwegian Top 40 Albums   | 1        |
| Nueva Zelanda  | New Zealand Music Charts  | 1        |
| Países Bajos   | Mega Albums Top 100       | 5        |
| Reino Unido    | UK Albums Chart           | 1        |
| Suecia         | Swedish Albums Chart      | 2        |

| Sencillo                      | País           | Lista                     | Posición |
| ----------------------------- | -------------- | ------------------------- | -------- |
| «Listen to What the Man Said» | Australia      | ARIA Singles Chart        | 14       |
| «Listen to What the Man Said» | Canadá         | RPM Singles Chart         | 1        |
| «Listen to What the Man Said» | Estados Unidos | Billboard Hot 100         | 1        |
| «Listen to What the Man Said» | Estados Unidos | Adult Contemporary Tracks | 1        |
| «Listen to What the Man Said» | Reino Unido    | UK Singles Chart          | 6        |
| «Letting Go»                  | Australia      | ARIA Singles Chart        | 34       |
| «Letting Go»                  | Canadá         | RPM Singles Chart         | 62       |
| «Letting Go»                  | Estados Unidos | Billboard Hot 100         | 39       |
| «Letting Go»                  | Reino Unido    | UK Singles Chart          | 41       |
| «Venus and Mars/Rock Show»    | Australia      | ARIA Singles Chart        | 34       |
| «Venus and Mars/Rock Show»    | Canadá         | RPM Singles Chart         | 12       |
| «Venus and Mars/Rock Show»    | Estados Unidos | Billboard Hot 100         | 12       |

## Certificaciones
| Fecha                   | País           | Organismo certificador | Certificación | Ventas certificadas |
| ----------------------- | -------------- | ---------------------- | ------------- | ------------------- |
| 1 de mayo de 1976       | Canadá         | CRIA                   | Platino       | 100 000             |
| 1 de agosto de 1976     | Reino Unido    | BPI                    | Platino       | 300 000             |
| 27 de noviembre de 1991 | Estados Unidos | RIAA                   | Platino       | 1 000 000           |